# 塔德乌什·弗里德里赫
塔德乌什·弗里德里赫（波蘭語：Tadeusz Friedrich，1903年7月7日—1976年10月10日），波兰男子击剑运动员。他曾代表波兰参加1928年和1932年夏季奥林匹克运动会击剑比赛，获得二枚铜牌。